# フマキラー囲碁女流ブレーンズマッチ
フマキラー囲碁女流ブレーンズマッチ（フマキラーいごじょりゅうブレーンズマッチ）は、日本の囲碁棋戦である。フマキラー株式会社主催の女流棋士によるトーナメント戦、非公式棋戦、2021年創設。
棋戦名称は、2021年に基幹工場のフマキラー広島工場内に新しく建設された、本戦対局会場にもなっている、ブレーンズ・パーク広島（研究開発施設）にちなむ。

## 概要
- 主催 フマキラー株式会社
- 協力 公益財団法人日本棋院
- 参加資格 第1回～第3回は、主催者推薦（第1回・4名。第2回・7名、第3回・8名）。第4回からは、七大棋戦+女流棋戦（テイケイグループ杯女流レジェンド戦を除く）の賞金対局料による女流棋士ランキング上位12名。
- 決勝会場 フマキラー広島工場内ブレーンズ・パーク広島（熱帯雨林棟）

## ルール
- ノックアウトトーナメント戦
- コミ：6目半
- 持ち時間：NHK杯方式・持時間なし・1手30秒の秒読み・1分単位の考慮時間10回

## 優勝者と決勝戦
（左が優勝者）
- 第1回 2021年 謝依旻七段 - 仲邑菫二段
- 第2回 2022年 藤沢里菜女流本因坊 - 仲邑菫三段
- 第3回 2023年 大森らん初段 - 井澤秋乃五段
- 第4回 2024年 藤沢里菜女流本因坊 - 上野愛咲美女流立葵杯
- 第5回 2025年 藤沢里菜女流本因坊 - 星合志保四段

## 大会内容・結果

### 第1回
2021年11月13日、主催者推薦による謝依旻、藤沢里菜、上野愛咲美、仲邑菫による4名のトーナメント方式で行われた。
本来は2021年5月29日に行われる予定であったが、新型コロナウイルスの感染拡大に伴い、開催は上記期日に延期された。
1回戦（左が勝者）
- 謝依旻七段 - 上野愛咲美女流棋聖
- 仲邑菫二段 - 藤沢里菜女流本因坊

決勝（左が勝者）
- 謝依旻七段 - 仲邑菫二段

### 第2回
主催者推薦により、日本の女流棋士6名（藤沢里菜、上野愛咲美、謝依旻、万波佳奈、万波奈穂、仲邑菫）、さらに台湾の囲碁棋士黒嘉嘉が招待されて行われた。
1回戦：2022年11月11日、準決勝・決勝・3位決定戦：2022年11月12日
1回戦（左が勝者／対局組み合わせは当日の抽選による）
- 藤沢里菜女流本因坊 - 上野愛咲美女流立葵杯
- 仲邑菫三段 - 謝依旻七段
- 万波佳奈四段 - 万波奈穂四段

準決勝（左が勝者）
- 藤沢里菜女流本因坊 - 黒嘉嘉七段（1回戦シード）
- 仲邑菫三段 - 万波佳奈四段

3位決定戦（左が勝者）
- 黒嘉嘉七段 - 万波佳奈四段

決勝（左が勝者）
- 藤沢里菜女流本因坊 - 仲邑菫三段

### 第3回
主催者推薦により、会場となる広島県の囲碁界発展に多大な貢献をされた女流棋士8名（吉原由香里、佃亜紀子、井澤秋乃、青葉かおり、万波奈穂、奥田あや、長島梢恵、大森らん[広島県江田島市出身]）が招待されて行われた
1回戦：2023年6月9日、準決勝・決勝：2023年6月10日
1回戦（左が勝者）
- 大森らん初段 - 佃亜紀子六段
- 奥田あや四段 - 長島梢恵三段
- 青葉かおり五段 - 吉原由香里六段
- 井澤秋乃五段 - 万波奈穂四段

準決勝（左が勝者）
- 大森らん初段 - 奥田あや四段
- 井澤秋乃五段 - 青葉かおり五段

決勝（左が勝者）
- 大森らん初段 - 井澤秋乃五段

### 第4回
2023年の七大棋戦+女流棋戦（テイケイグループ杯女流レジェンド戦を除く）の賞金対局料による女流棋士ランキング上位12名（大森らん[前回優勝者]、藤沢里菜、上野愛咲美、牛栄子、小林泉美、鈴木歩、星合志保、高雄茉莉、謝依旻、向井千瑛、辻華、上野梨紗）によって行われた。
1回戦：2024年5月11日、2回戦：2024年6月7日、準決勝・決勝：2024年6月8日
1回戦（左が勝者）
- 小林泉美七段 - 向井千瑛六段
- 鈴木歩七段 - 辻華三段
- 星合志保三段 - 上野梨紗二段
- 高雄茉莉二段 - 謝依旻七段

2回戦（左が勝者／対局組み合わせは当日の抽選による）
- 牛栄子扇興杯（1回戦シード） - 星合志保三段
- 鈴木歩七段 - 大森らん二段（1回戦シード）
- 藤沢里菜女流本因坊（1回戦シード） - 高雄茉莉二段
- 上野愛咲美立葵杯（1回戦シード） - 小林泉美七段

準決勝（左が勝者）
- 藤沢里菜女流本因坊 - 牛栄子扇興杯
- 上野愛咲美立葵杯 - 鈴木歩七段

決勝（左が勝者）
- 藤沢里菜女流本因坊 - 上野愛咲美立葵杯

### 第5回
2024年の七大棋戦+女流棋戦（テイケイグループ杯女流レジェンド戦を除く）の賞金対局料による女流棋士ランキング上位12名（藤沢里菜、上野愛咲美、上野梨紗、牛栄子、謝依旻、鈴木歩、星合志保、栁原咲輝、小林泉美、向井千瑛、王景怡、加藤千笑）によって行われた。
1回戦：2025年4月23日、2回戦：2025年6月13日、準決勝・決勝：2025年6月14日
1回戦（左が勝者）
- 謝依旻七段 - 加藤千笑三段
- 星合志保四段 - 王景怡四段
- 鈴木歩七段 - 小林泉美七段
- 栁原咲輝二段 - 向井千瑛六段

2回戦（左が勝者／対局組み合わせは当日の抽選による）
- 藤沢里菜女流本因坊（1回戦シード）- 上野梨紗女流棋聖（1回戦シード）
- 星合志保四段 - 栁原咲輝二段
- 牛栄子四段（1回戦シード）- 謝依旻七段
- 上野愛咲美女流名人（1回戦シード）- 鈴木歩七段

準決勝（左が勝者／対局組み合わせは当日の抽選による）
- 星合志保四段 - 上野愛咲美女流名人
- 藤沢里菜女流本因坊 - 牛栄子四段

決勝（左が勝者）
- 藤沢里菜女流本因坊 - 星合志保四段